# Kostrena
Kostrena je općina u Hrvatskoj, u Primorsko-goranskoj županiji.

## Zemljopis
Kostrena je staro popularno primorsko mjesto, prvi puta spomenuto početkom 15. stoljeća. Prvu općinsku samostalnost stekla je 1874. godine, ali ju je vrlo kratko zadržala, svega dvije godine. Podijeljena je na dva dijela, Sv. Luciju i Sv. Barbaru, prema imenima dviju crkava koje postoje na njezinom području.
Kostrena je smještena u neposrednoj blizini grada Rijeke, uokvirena uvalom Martinšćica i Bakarskim zaljevom. Kostrenski poluotok dužine je nekih 10 kilometara i blago se spušta prema morskoj obali. Cijelom njegovom dužinom smještene su predivne plaže koje tijekom ljeta posjećuje na tisuće kupača. Najpoznatije i najposjećenije su one u uvali Žurkovo, zatim Smokvinovo, Svežanj, Spužvina, Podražica, Nova voda i Perilo.
Kostrena se sastoji od dvadesetak naselja, od kojih su mnoga dobivala imena prema obiteljima, a danas najviše stanovnika broje Vrh Martinšćice, Glavani, Sv. Lucija, Rožmanići,Doričići i Paveki.
Karakteristično krško područje s mediteranskim biljem i poznatim kostrenskim gromačama, te blaga klima koja ponekad popusti pred jakim naletima bure, obilježja su ovoga kraja.
U elementu mora sastoji se čitav život Kostrene i Kostrenjana, pa time i njihovo suštinsko opredjeljenje, a to je otkako se Kostrena povijesno pamti pomorstvo. Kostrena je diljem svijeta imala poznate kapetane, pa je tako kapetan Pavao Randić prvi preplovio Sueski kanal uoči njegova otvaranja. Erazmo Bernard Tićac sudjelovao je kao glavni projektant u stvaranju prvog trgovačkog broda na atomski pogon «Savanah». Slavi i hrabrosti naših pomoraca doprinos je dao i Kuzma Franelić sudjelujući u spašavanju brodolomaca s broda "Titanic". Uz poznate kapetane i vrlo cijenjene brodograditelje, u drugoj polovici 19. st, brodovlasnici iz Kostrene sv. Barbare posjedovali su 20 brodova, a u njih 48 imali udjela, dok su istovremeno brodovlasnici iz Kostrene sv. Lucije u posjedu imali 13 brodova i udio u 31 brodu. Ali nažalost, u to doba preko 200 kostrenskih pomoraca otplovilo je u srce tame velikog plavetnila.

## Stanovništvo
Prema popisu stanovništva iz 2011. godine, općina Kostrena imala je 4180 stanovnika, raspoređenih u 19 naselja:
- Doričići - 44
- Dujmići - 79
- Glavani - 490
- Kostrena Sveta Barbara - 3
- Kostrena Sveta Lucija - 682
- Maračići - 56
- Martinšćica - 20
- Paveki - 876
- Perovići - 32
- Plešići - 29
- Randići - 128
- Rožići - 24
- Rožmanići - 201
- Šodići - 405
- Šoići - 31
- Urinj - 128
- Vrh Martinšćice - 493
- Žuknica - 162
- Žurkovo - 14

| broj stanovnika | 2461  | 2090  | 1756  | 1776  | 1811  | 1833  |       | 1760  | 1782  | 1694  | 2170  | 2786  | 1403  | 2271  | 3897  | 4180  | 4398  |
|                 | 1857. | 1869. | 1880. | 1890. | 1900. | 1910. | 1921. | 1931. | 1948. | 1953. | 1961. | 1971. | 1981. | 1991. | 2001. | 2011. | 2021. |

## Gospodarstvo
U uvali Martinšćica, na krajnjem zapadu ove općine, nalazi se poznato remontno brodogradilište "Viktor Lenac".

## Kultura

### Udruge
- Katedra čakavskog sabora Kostrena
- Bratovština Sv. Nikole
- Udruga Narodne čitaonice Kostrena
- Udruga pomorskih kapetana Kostrene
- Klapa Kamik
- Klapa Trabakul
- Likovna udruga Veli Pinel
- Udruga za kreativno stvaralaštvo Vali
- Karnevalska grupa Špažićari
- Udruga A.NA.NAS.
- Udruga antifašističkih boraca i antifašista Općine Kostrena
- Udruga umirovljenika - podružnica Kostrena
- UDVDR RH - ogranak Kostrena

## Spomenici i znamenitosti

### Umjetnička instalacija "Vezanje Svežnja"[4]
Za plažu Svežanj umjetničko-dizajnerski kolektiv Numen/For Use osmislio je dizajn „site-specific“ urbane opreme za plažu te planove za reorganizaciju plaže. Po jedan primjerak takve opreme (prototip) trajno se postavlja na i oko plaže Svežanj. Prototipe čine: novi tuševi, svlačionica, 3 tipa klupica koje se mogu isprobati na obnovljenom vidikovcu, sanirani toranj za spasioca i jarbol za Plavu zastavu.

## Šport
U Kostreni djeluje nekoliko športskih društava:
- Nogometni klub NK Pomorac
- Boćarski klub Kostrena
- Jedriličarski klub Galeb
- Košarkaški klub Kostrena
- Odbojkaški klub Kostrena
- Rukometni klub Kvarner Kostrena
- Vaterpolo klub Jadran
- Stolnoteniski klub Kostrena
- Šahovski klub Kostrena
- Klub borilačkih sportova Bura
- Klub podvodnih aktivnosti Kostrena
- Klub podvodnih djelatnosti INA Kostrena
- Odred izviđača Sjever jug
- Športsko ribolovno društvo INA Kostrena
- Udruga tehničke kulture Žurkovo
- Klub inovativne kulture Feral
- Karate klub Kostrena

## Poznate osobe
- Katja Budimčić Sabljar, hrv. pjevačica pop, klasične i klapske glazbe i kazališna glumica
- Martin Davorin Krmpotić, hrv. svećenik, preporoditelj, misionar, esejist, službovao je kao kapelan u Kostreni

## Vanjske poveznice
- Službena stranica Općine Kostrena
- Turistička zajednica Općine Kostrena